# Ферибот
Фериботът (от английски: ferry + boat), също и ферибоот, е вид плавателен съд (кораб или платформа), който се използва за превоз през водни басейни на пътници и сухопътни превозни средства – автомобили, железопътни вагони и др. На български терминът често се използва със значение на „фериботен транспорт“.

## Фериботи
Обикновено фериботите се движат по разписание и осигуряват отиване и връщане. Фериботите биват открити и закрити. Товарната им палуба е с железопътни коловози и/или автомобилни пътища.

## Линии
Първа в България е железопътната фериботна линия Русе – Гюргево, Румъния, действала в периода 1940 – 1954 г. Най-дълго функционира (1942 – 1945 и 1952 – 2013) фериботната линия (железопътна, после и автомобилна) между Видин и Калафат, която прекратява дейността си след откриването на заместващия я мост „Нова Европа“ през юни 2013 г. С най-голям товарооборот е железопътната фериботна линия Варна - Черноморск. След 1990 г. между редица български и румънски дунавски пристанища също са открити фериботни линии, но те са с местно значение.
Сред по-известните фериботни линии в Европа е „Супер фаст“.